# Rue d'Auvergne
La rue d'Auvergne est une rue du quartier d'Ainay située sur la presqu'île dans le 2e arrondissement de Lyon, en France.

## Situation et accès
La rue débute rue Sainte-Hélène et se termine sur la place Ampère. Elle est traversée par la rue Jarente. La circulation se fait dans le sens de la numérotation avec un stationnement des deux côtés.

## Origine du nom
Le nom de la rue est donné en mémoire d'Henri-Oswald de La Tour d'Auvergne, abbé commendataire de l'abbaye d'Ainay. En septembre 1738, il cède des terrains de l'abbaye pour rejoindre la rue Sainte-Hélène aux anciens remparts d'Ainay.

## Histoire
À l'époque romaine, l'île d'Ainay est peuplée de marchands de vin et de négociants.
En 1605, les jésuites s'établissent à l'angle de la rue Sainte Hélène.
Cette rue est ouverte en 1738 sur un terrain cédé par le cardinal Oswald de la Tour d'Auvergne. Ainsi le nom du cardinal est attribué à cette rue le 16 septembre 1738, par délibération consulaire.
Au no 6, une plaque indique la maison où le poète Charles Baudelaire a vécu de 1832 à 1836.